# Ehrenzeichen der Sowjetunion
Der Orden Zeichen der Ehre (russisch орден «Знак Почёта») war eine hohe staatliche Auszeichnung (Ehrenzeichen) der Sowjetunion.

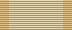
Bandschnalle

Die Auszeichnung wurde am 25. November 1935 für zivile Verdienste gestiftet. Am 22. August 1988 wurde die Auszeichnung in „Ehrenorden“ (орден Почёта) umbenannt. Bis 1991 wurde der Orden mehr als 1,5 Millionen Mal verliehen.
Die Auszeichnung wurde auch mehrfach verliehen, sowohl an in- und ausländische Personen als auch an Wirtschaftsbetriebe.

## Träger (Auswahl)
- Pjotr Aleinikow (1914–1965), Schauspieler, seit 1944
- Sinaida Amossowa (* 1950), Skilangläuferin, seit 1976
- Nikolai Anikin (1932–2009), Skilangläufer, seit 1957
- Suleichan Bagalowa (* 1945), Schauspielerin
- Wadim Bakatin (1937–2022), Generalleutnant der Sowjetarmee
- Wladimir Bogomolow (1926–2003), Schriftsteller
- Isaak Dunajewski (1900–1955), Komponist
- Nijasbei Dsjapschipa (1927–1993), Fußballspieler
- Michail Fadejew (* 1925), Wasserbauingenieur
- Konstantin Feoktistow (1926–2009), Raumfahrer, seit 1974
- Wjatscheslaw Fetissow (* 1958), Sportminister und Eishockeyspieler
- Michail Gorbatschow (1931–2022), Politiker
- Wiktor Hambardsumjan (1908–1996), Astrophysiker und Astronom
- Walentin Iwanow (1934–2011), Fußballspieler und -trainer
- Alexander Jefremow (* 1946), Politiker
- Boris Jelzin (1931–2007), Politiker
- Jelena Junger (1910–1999), Schauspielerin
- Otar Kalandarischwili (1925–2003), Architekt
- Wjatscheslaw Karasjow (1916–2006)
- Pawel Koltschin (1930–2010), Skilangläufer, seit 1970
- Sergei Koroljow (1907–1966), Raumfahrtingenieur
- Leonid Kostin (1922–2016), Politiker[1]
- Galina Kulakowa (* 1942), Skilangläuferin
- Wiktor Kuskin (1940–2008), Eishockeyspieler
- Michail Kusnezow (1918–1986), Schauspieler
- Imants Lancmanis (* 1941), lettischer Kunsthistoriker und Museumsleiter
- Larissa Latynina (* 1934), Kunstturnerin
- Alexander Leipunski (1903–1972), Kernphysiker
- Wladimir Luttschenko (* 1949), Eishockeyspieler
- Boris Majorow (* 1938), Eishockeyspieler
- Alexander Malzew (* 1949), Eishockeyspieler
- Juri Masljukow (1937–2010), Politiker und Rüstungstechniker
- Walentina Matwijenko (* 1949), Politikerin
- Wera Muchina (1889–1953), Bildhauerin
- Anna Myrejewa (1930–2012), Philologin, Übersetzerin und Hochschullehrerin
- Nadeschda Wassiljewna Pawlowa (geboren 1956), Ballerina
- Pitirim von Wolokolamsk und Jurjew (1926–2003), russisch-orthodoxer Geistlicher
- Wladimir Putin (* 1952), KGB-Beamter, später Politiker
- Alexander Ragulin (1941–2004), Eishockeyspieler
- Ljudmila Rudenko (1904–1986), Schachspielerin, seit 1957
- Sergei Saweljew (1948–2005), Skilangläufer, seit 1978
- Pjotr Schirschow (1905–1953), Politiker, Wissenschaftler
- Surab Sotkilawa (1937–2017), sowjetisch-georgischer Sänger
- Wera Strojewa (1903–1991), Filmregisseurin und Drehbuchautorin
- Pawel Suchoi (1895–1975), Flugzeugkonstrukteur
- Fjodor Terentjew (1925–1963), Skilangläufer, seit 1957
- Nikolai Tscheboksarow (1907–1980), Ethnograph, Anthropologe
- Siegfried Körner, Botschaftsrat der DDR in der UdSSR (seit 1988)